# Massif de la Lauzière
Massif de la Lauzière este o arie protejată (arie de protecție specială avifaunistică — SPA) din Franța întinsă pe o suprafață de 10.052 ha, integral pe uscat.

## Localizare
Centrul sitului Massif de la Lauzière este situat la coordonatele 45°29′15″N 6°25′38″E / 45.4874°N 6.4271°E.

## Înființare
Situl Massif de la Lauzière a fost declarat arie de protecție specială avifaunistică în baza directivei 79/409 din 1979 referitoare la conservarea păsărilor sălbatice pentru a proteja 11 specii de animale.

## Biodiversitate
Situată în ecoregiunea alpină, aria protejată nu include niciun habitat protejat.
La baza desemnării sitului se află mai multe specii protejate de  păsări (11): minunița (Aegolius funereus), potârnichea de stâncă (Alectoris graeca saxatilis), acvilă de munte (Aquila chrysaetos), cocoșul de mesteacăn (Bonasa bonasia), șerpar (Circaetus gallicus), ciocănitoare neagră (Dryocopus martius), șoim călător (Falco peregrinus), ciuvică (Glaucidium passerinum), Lagopus mutus helveticus, sfrâncioc roșiatic (Lanius collurio), cocoșul de mesteacăn (Tetrao tetrix tetrix)
Pe lângă speciile protejate, pe teritoriul sitului au mai fost identificate 4 specii de păsări.